# Ceratopsidae
Ceratopsidaelà một họ khủng long bao gồm các chi như Triceratops và Styracosaurus. Tất cả các loài được biết đến đều đi bốn chân và ăn cỏ, sống vào kỷ Creta, hầu hết ở miền Tây Bắc Mỹ (mặc dù Sinoceratops sống ở châu Á). Ceratopsidae được chia làm hai phân họ. Ceratopsinae và Chasmosaurinae có diềm cổ dài và sừng trán phát triển. Centrosaurinae có sừng mũi hay bướu mũi phát triển, diềm cổ ngắn hơn, và có gai xương trên diềm cổ.

## Phân loại
- Họ Ceratopsidae
  - Phân họ Centrosaurinae

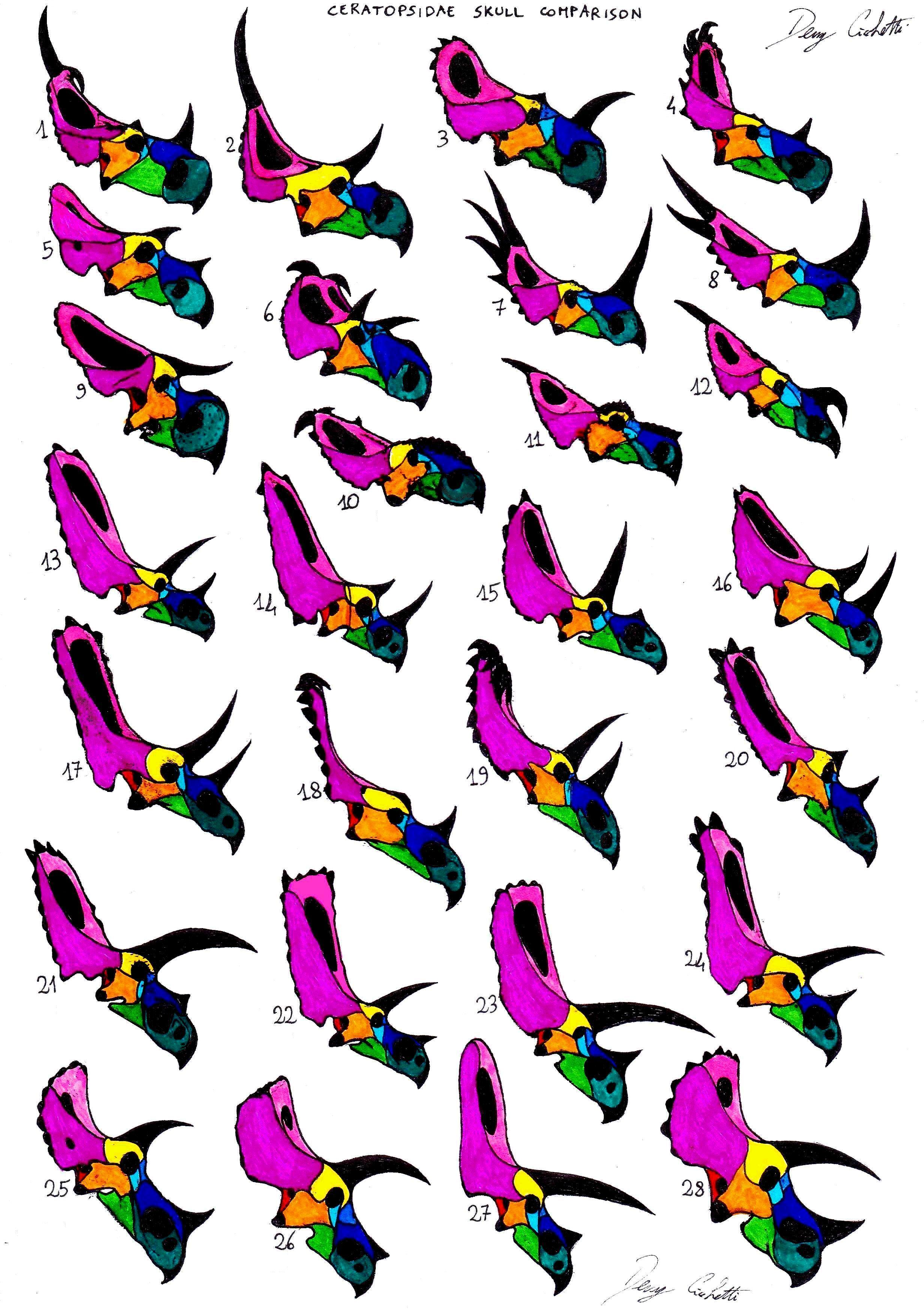
So sánh hộp sọ giữa các chi Ceratopsidae.

    - Albertaceratops - (Alberta, Canada & ?Montana, Mỹ)
    - Avaceratops - (Montana, Mỹ)
    - Brachyceratops - (Montana, Mỹ & Alberta, Canada)
    - Centrosaurus - (Alberta, Canada)
    - Coronosaurus - (Alberta, Canada)
    - Diabloceratops - (Utah, Mỹ)
    - Monoclonius - (Montana, Mỹ & Alberta, Canada)
    - Nasutoceratops - (Utah, Mỹ)
    - Rubeosaurus - (Montana, Mỹ)
    - Spinops - (Alberta, Canada)
    - Styracosaurus - (Alberta, Canada & Montana, Mỹ)
    - Wendiceratops - (Canada)
    - Xenoceratops - (Alberta, Canada)
    - Tông Pachyrhinosaurini
      - Achelousaurus - (Montana, Mỹ)
      - Einiosaurus - (Montana, Mỹ)
      - Pachyrhinosaurus- (Alberta, Canada & Alaska, Mỹ)
      - Sinoceratops - (Shandong, Trung Quốc)

  - Phân họ Ceratopsinae
    - Ceratops - (Montana, Mỹ & Alberta, Canada)

  - Phân họ Chasmosaurinae
    - Agathaumas - (Wyoming, Mỹ)
    - Agujaceratops - (Texas, Mỹ)
    - Anchiceratops - (Alberta, Canada)
    - Arrhinoceratops - (Alberta, Canada)
    - Chasmosaurus - (Alberta, Canada)
    - Coahuilaceratops - (Coahuila, Mexico)
    -  ? Dysganus - (Montana, Mỹ)
    - Judiceratops - (Montana, Mỹ)
    - Kosmoceratops - (Utah, Mỹ)
    - Medusaceratops - (Montana, Mỹ)
    - Mojoceratops - (Alberta & Saskatchewan, Canada)
    - Pentaceratops - (New Mexico, Mỹ)
    -  ? Polyonax - (Colorado, Mỹ)
    - Utahceratops - (Utah, Mỹ)
    - Vagaceratops - (Alberta, Canada)
    - Tông Triceratopsini
      - Eotriceratops - (Alberta, Canada)
      - Nedoceratops - (Wyoming, Mỹ)
      - Ojoceratops - (New Mexico, Mỹ)
      - Regaliceratops - (Alberta, Canada)
      - Tatankaceratops - (South Dakota, Mỹ)
      - Titanoceratops - (New Mexico, Mỹ)
      - Torosaurus - (Wyoming, Montana, Nam Dakota, Bắc Dakota, & Utah, Mỹ & Saskatchewan, Canada)
      - Triceratops - (Montana & Wyoming, Mỹ & Saskatchewan & Alberta, Canada)